# Nikki Finke
Nikki Jean Finke (* 16. Dezember 1953; † 9. Oktober 2022) war eine amerikanische Bloggerin, Journalistin, Verlegerin und Autorin. Sie gründete und war Chief Executive Officer von Hollywood Dementia und Deadline Hollywood, einer Website mit Originalinhalten, die aus Berichten und Kommentaren von ihr und anderen Showbiz-Journalisten bestand.

## Familienhintergrund und Jugend
Finke wurde am 16. Dezember 1953 als eine von zwei Töchtern jüdischer Eltern, Robert und Doris Finke, in New York (entweder in Manhattan oder Long Island) geboren. Sie wuchs in der wohlhabenden Ortschaft Sands Point, New York, auf.
Finke besuchte die Buckley Country Day School und die Hewitt School, bevor sie das Wellesley College besuchte, wo sie Politikwissenschaften studierte und Chefredakteurin der Studentenzeitung war.

## Journalismus
Finkes erster Job nach Wellesley war im Büro des New Yorker Kongressabgeordneten Ed Koch in Washington, D.C. Sie beschloss, Reporterin zu werden, nachdem sie gesehen hatte, wie respektvoll Koch und seine Mitarbeiter mit Reportern umgingen.
1975 ging Finke zur Associated Press und berichtete über Kochs erfolgreiche Bürgermeisterkampagne 1977 in New York City. Danach arbeitete sie in der Auslandsredaktion von Associated Press in der New Yorker Zentrale und Filialen in Baltimore, Boston, Moskau und London. Später arbeitete Finke für die Dallas Morning News. Sie schrieb für Newsweek als Korrespondentin in Washington und Los Angeles und anschließend für die Los Angeles Times als Redakteurin für Unterhaltung und Reportagen. Finke wurde Westküste Redakteurin für den New York Observer und dann für das Magazin New York, wo sie Kolumnen über Hollywood verfasste. Außerdem schrieb sie für die New York Times, Vanity Fair, Esquire, Harper's Bazaar, Elle, The Washington Post, Salon.com, Premiere und das Los Angeles Magazine.
Finke kam 2001 zur New York Post, wurde aber Anfang 2002 entlassen, nachdem sie berichtet hatte, dass die Walt Disney Company Dokumente im Zusammenhang mit einem Lizenzstreit vernichtet hatte. Sie verklagte daraufhin Disney und die Post auf 10 Millionen Dollar und behauptete, die Unternehmen hätten sich abgesprochen, um die Berichterstattung über die Geschichte zu unterdrücken. Der Fall wurde außergerichtlich geregelt. Danach stellte die LA Weekly sie ein; dort schrieb sie die Kolumne „Deadline Hollywood“. Im Jahr 2006 gründete sie den Deadline-Blog als tägliche Online-Version ihrer wöchentlichen Kolumne.
The New York Times schilderte Finke als „digital-age Walter Winchell“ wegen ihres aggressiven Stils; in Hollywood sei sie von Führungspersönlichkeiten der Filmbranche gefürchtet. In einem Interview aus dem Jahr 2004 schilderte sie ihre Unbeliebtheit in Hollywood: „Meine Freunde scherzen oft, dass es im Falle meiner Ermordung niemals möglich sein wird, den Mörder zu identifizieren. Die Liste der Kandidaten wäre zu lang.“ Während eines Hollywood Streiks im Jahr 2007 avancierte ihr Blog zur unerlässlichen Informationsquelle und verdreifachte seine Leserschaft. Damit war ihr Standing als Hollywood Macher gesichert.
Im Jahr 2008 wurde Finke in die Liste der 25 einflussreichsten Frauen in Hollywood des Magazins Elle und in die Heeb Magazine 100 aufgenommen. Im Jahr 2009 verkaufte sie Deadline an die Mail.com Media Corp von Jay Penske, angeblich für 14 Millionen Dollar, im Rahmen einer Vereinbarung, nach der sie weiterhin als Chefredakteurin und Präsidentin der Website fungieren würde.
2014 gründete sie NikkiFinke.com und 2015 folgte HollywoodDementia.com als Website für fiktive Showbiz-Kurzgeschichten, die von ihr und anderen Insidern geschrieben wurden.
Am 11. Mai 2016 druckte Deadline Finkes Erinnerungen an die Gründung von Deadline Hollywood anlässlich des 10-jährigen Bestehens der Website. „Als ich Deadline Hollywood Daily, wie es damals hieß, im Jahr 2006 gründete, brauchte ich einen schnelleren Weg, um über Neuigkeiten aus der Unterhaltungsbranche zu berichten als meine wöchentliche Zeitungskolumne. Also kaufte ich die URL DeadlineHollywoodDaily.com für 14 Dollar und ein paar Zerquetschte. Ich hatte nicht vor, ein Störfaktor zu sein. Oder eine Internet-Journalistin, die aus dem Nichts etwas geschaffen hat, das die Hollywood-Branche in die Knie gezwungen hat, und das heute, im Besitz von Penske Media, eine Website ist, die über 100 Millionen Dollar wert ist. Oder eine Frau mit Mut, Haltung und rücksichtslosem Eifer, die harte Wahrheiten über die Mogule aussprach und als erste über die richtigen Scoops berichtete.“

## Privatleben und Tod
Sie heiratete ihren langjährigen Freund Jeffrey W. Greenberg 1980; die Ehe wurde nach zwei Jahren geschieden.
In ihren späteren Jahren verschlechterte sich Finkes Gesundheitszustand, vor allem aufgrund von Komplikationen bei Diabetes. Sie starb am 9. Oktober 2022 im Alter von 68 Jahren in einer Hospizeinrichtung in Boca Raton, Florida.